# Cribbea
Cribbea — рід грибів родини Physalacriaceae. Назва вперше опублікована 1962 року.

## Класифікація
До роду Cribbea відносять 5 видів:
- Cribbea andina
- Cribbea gloriosa
- Cribbea lamellata
- Cribbea reticulata
- Cribbea turbinispora